# Sila entropije
U fizici, sila entropije koja deluje na sistem je fenomenološka sila koja proizilazi iz statističke tendencije celokupnog sistema da poveća svoju entropiju. Ona nije rezultat dejstva specifične fundamentalne mikroskopske sile.

## Matematička formulacija
U kanoničkom ansamblu, sila entropije {\displaystyle \mathbf {F} } vezana za particiju makrostanja {\displaystyle \{\mathbf {X} \}} se definiše kao:
{\displaystyle \mathbf {F} (\mathbf {X_{0}} )=T\nabla _{\mathbf {X} }S(\mathbf {X} )|_{\mathbf {X} _{0}}}
gde je {\displaystyle T} temperatura, {\displaystyle S(\mathbf {X} )} je entropija vezana za makrostanje {\displaystyle \mathbf {X} } i {\displaystyle \mathbf {X_{0}} } je postojeće makrostanje.